# Baccara
Le Baccara sono state un duo musicale femminile spagnolo attivo dagli anni settanta, composto da
Mayte Mateos (Logroño, 7 febbraio 1951) e
María Mendiola (Madrid, 4 aprile 1952 – Madrid, 11 settembre 2021).
Ha avuto il periodo di maggior successo a cavallo tra la fine degli anni settanta e i primi anni ottanta. È conosciuto principalmente per le canzoni Yes Sir, I Can Boogie e Sorry, I'm a Lady.
Il duo si è diviso nel 1985 e hanno ricostruito il duo separatamente con altre cantanti. La loro musica è un mix degli stili disco music e pop music, con testi in lingua inglese, cantate col peculiare accento della lingua spagnola.

## Storia (formazione originale)
Nel 1976, dopo la loro uscita dal Balletto della Televisione Spagnola, Mayte Mateos e María Mendiola formarono il duo "Venus". Mayte e María fecero la loro prima apparizione televisiva come duo nel programma spagnolo Palmarès, dove agivano evocando le movenze delle gemelle Kessler. Il contratto che avevano firmato con una sala di spettacoli di Saragozza finì, ma grazie ai suoi contatti personali, María contrattò alcuni show nelle Isole Canarie. Presso l'Hotel Tres Islas a Fuerteventura avvenne il provvidenziale incontro con Leone Deane, direttore della RCA tedesca, Patrick Krevitz e Fred Dieckmann, anche nel settore della musica, che si cristallizzò con la registrazione di un album col nuovo nome di "Baccara".
L'album dal titolo omonimo, scritto e prodotto da Rolf Soja e Frank Dostal, sorpassò le aspettative della casa discografica e delle due artiste. Nel 1977 infatti le Baccara vendettero più di 16 milioni di copie del singolo Yes Sir, I Can Boogie, entrando nel Guinness dei primati come il gruppo musicale femminile che aveva venduto più dischi fino a quella data. Yes Sir, I Can Boogie fu inoltre il primo singolo interpretato da un duo femminile che arrivò alla numero uno nel Regno Unito e il primo per un artista/gruppo spagnolo fino a Julio Iglesias, quattro anni più tardi.
Le Baccara divennero uno dei gruppi spagnoli di maggiore riconoscimento internazionale, pur raccogliendo il maggior successo al di fuori della Spagna. Sono state le numero uno nella quasi totalità dei paesi europei, trovando gran successo soprattutto in Germania, dove i loro dischi venivano prodotti, Norvegia, Russia, Svezia e, in grado minore, nel Regno Unito. Le Baccara rappresentarono la Germania Occidentale con la canzone Mad In Madrid nell'ottava edizione del Festival mondiale della canzone popolare, celebrato nel novembre 1977. Mayte e María erano le grandi favorite del Festival, ma ottennero solo il quattordicesimo posto. Parteciparono poi all'Eurovision Song Contest del 1978, rappresentando il Lussemburgo con la canzone Parlez-Vous Français?. Ricevettero il massimo punteggio da parte dell'Italia, Portogallo e Spagna, ma finirono settime. Nonostante questo, il brano fu il più venduto tra tutti quelli che parteciparono a quell'edizione del Festival.
Nel 1978 le Baccara ricevettero il Premio Bambi che concede il gruppo editoriale Burda e che è il premio più importante che consegnano i mezzi di comunicazione in Germania. Il premio viene dato a personalità prominenti che riescono a situarsi nel centro dell'attenzione pubblica, la cui attuazione apporta alla gente valore per affrontare il futuro. Nel 1979 in occasione dell'Anno Internazionale del Bambino (dichiarato così dall'O.N.U.), le Baccara registrarono la canzone Eins Plus Eins Ist Eins per celebrare il ventesimo anniversario della Dichiarazione dei Diritti del Bambino ed incoraggiare la sua applicazione.
Dopo una serie di grandi successi, in particolare Sorry, I'm a Lady, il duo si sciolse e nel 1981, dopo avere registrato il loro quarto album, entrambe le donne decisero di iniziare carriere separate. Né Mayte né María ottennero molto successo come soliste e, dopo alcuni anni, si cercarono nuove compagne e ricrearono separatamente il duo. A partire da quel momento ci furono due formazioni con lo stesso nome: Baccara. 

## Baccara di Mayte Mateos (1983 - oggi)
Negli ultimi 40 anni, Mayte Mateos ha lavorato con più di una dozzina di diversi partner scenici. Alla fine degli anni novanta, Mateos lavorava con la cantante australiana Jane Comerford.
Nel 1999, Mayte Mateos ha iniziato ad esibirsi e registrare con la cantante spagnola Cristina Sevilla. Sotto il nome d'arte Baccara 2000 Mateos e Sevilla hanno pubblicato il singolo Yes sir, I can boogie '99 per l'etichetta discografica tedesca BMG. Seguì l'album Baccara 2000, anch'esso pubblicato dall'etichetta discografica BMG / RCA. L'album è stato prodotto da Thorsten Brötzman, che in precedenza come tastierista è stato in tournée in Russia con Thomas Anders nel 1995, e che è stato coinvolto nelle registrazioni dei Blue System dal 1992 al 1997.
All’inizio del 2004, Mateos e Sevilla – già sotto il nome d’arte “Baccara” – pubblicarono il singolo “Soy tu Venus”. Nel febbraio 2004 Baccara (composto da Mayte Mateos e Cristina Sevilla) tornò a cercare fortuna all'Eurovision Song Contest. Partecipò al concorso di preselezione per rappresentare la Svezia (Melodifestivalen) con la canzone Soy Tu Venus, ma non fu scelta poiché Lena Philipsson, la stella svedese, ottenne il trionfo tanto locale quanto a livello internazionale. Christer Björkman, direttore del concorso, dichiarò che Baccara rappresentò un elemento rinnovatore ed esotico nell'edizione 2004 della competizione per scegliere la canzone svedese. Più tardi, nel 2004, l'album Soy tu Venus è stato pubblicato dall'etichetta svedese Lionheart Records.
Dal 2005, Mayte Mateos si esibiva sul palco e registrava in studio con Paloma Blanco. Nel 2008 questa formazione dei Baccara ha pubblicato il singolo Nights in black satin e l'album Satin… in black and white per l'etichetta tedesca “Edel”. L'album è stato prodotto da Ralf Soja e Frank Dostal, che hanno prodotto i primi tre album della formazione originale dei Baccara. Nonostante ciò, l'album non ebbe un grande successo commerciale.
Dopo la pandemia, Mateos si è esibito solo 3 volte. Uno spettacolo ha avuto luogo nel giugno 2022, nella sua città natale, Logroño. Uno spettacolo del Baccara di Mateos è stato annunciato nella città di Bacău, in Romania, nel luglio 2022, ma l'evento è stato cancellato. Due spettacoli nel 2023 si sono tenuti sull'isola di Maiorca, dove ora risiede Mayte Mayteos.

## Baccara di Maria Mendiola (1985 - 2021)
Maria Mendiola si esibisce sul palco e registra in studio con Marisa Pérez dal 1985. Nel 1986, sotto il nome d'arte “New Baccara”, pubblicarono il singolo Call me up per l'etichetta discografica “Sanni records”. Il singolo è stato prodotto da Luis Rodriguez, il co-produttore di Modern Talking e C.C.Catch. Per Talisman, la versione spagnola della stessa canzone, Mendiola ha scritto il testo. Questo singolo è entrato nella Top 5 in Spagna e nella Top 40 in Germania. Nel 1988, Mendiola e Pérez – usando ancora il nome d'arte New Baccara – pubblicarono il singolo Fantasy boy per l'etichetta discografica “Bellaphon”. Le due canzoni sopra menzionate hanno portato a New Baccara una grande popolarità in America Latina. Nel 1989 esce il singolo Touch me, sempre per l'etichetta discografica “Bellaphon”. 

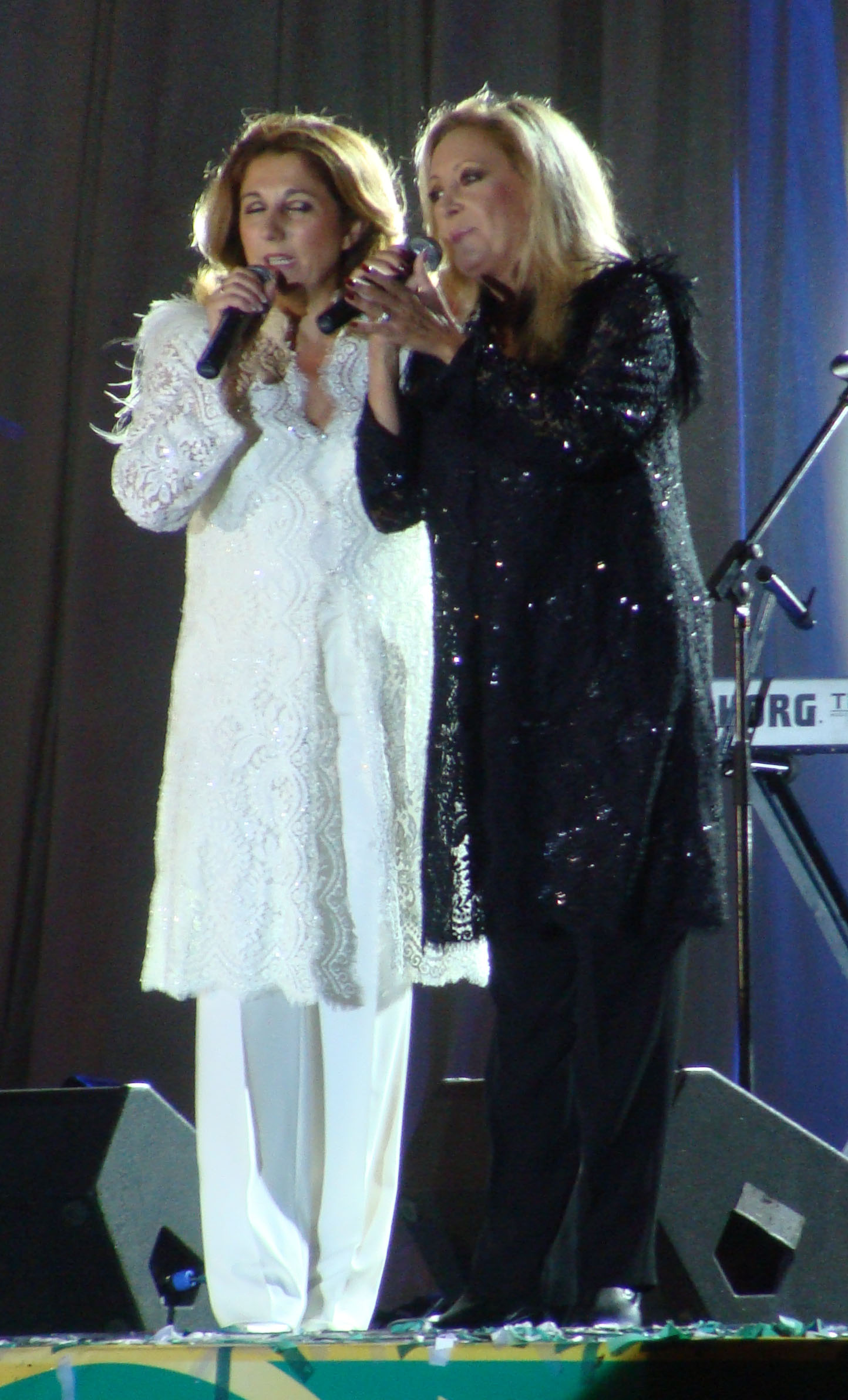
Cristina Sevilla (a sinistra) e Maria Mendiola (a destra), sul palco in Russia, nel 2011

All'inizio degli anni novanta Mendiola e Pérez abbandonarono il prefisso “new” e iniziarono a registrare come Baccara. Nel 1993 pubblicarono il singolo Wind Beneath My Wings per l'etichetta discografica britannica 
“Loading bay”. Il singolo divenne un successo nei club nel Regno Unito. 
Baccarà di Mendiola hanno girato attivamente l'Europa. Nel 1997 si sono esibiti a Budapest, in Ungheria, nello show televisivo "Top Show". Mendiola e Pérez sono stati in tournée nel Regno Unito nel 2000 e sono apparsi a Stadio di Wembley (1923), Londra insieme a gruppi come The Supremes e 
The Three Degrees. Nel settembre 2003 si sono esibiti al festival "Summerstop" a Tallinn, Estonia. Nel dicembre 2004 Baccara di Mediola si esibì al festival “Discoteka 80s” a Mosca (Russia). 
Il 14 aprile 2005, Baccara di Mendiola è apparso nella terza puntata del reality show britannico Hit Me Baby One More Time.  Hanno eseguito il successo di Baccara Yes sir, I can boogie e una canzone contemporanea - Hero di Enrique Iglesias.   Nell'agosto del 2005 Baccara di Mendiola ebbe l'onore di imprimere le orme delle loro mani nella Passeggiata delle Stelle del centro commerciale Gasometer City, nella città di Vienna, Austria, davanti ad una moltitudine di reporter e di fans che celebrarono l'immortalità del famoso duo.
Nel 2008 Marisa Pérez è stata costretta a lasciare il palco a causa dei suoi problemi di salute. Dal 2011, Maria Mendiola si esibisce e registra con Cristina Sevilla, che ha precedentemente lavorato con un altro membro originale dei Baccara, Mayte Mateos. Nel 2012 Baccara di Mendiola e Sevilla si esibì al festival "Leggende della Retrò FM" a Mosca (Russia). 
Nel 2017 Maria Mendiola e Cristina Sevilla hanno pubblicato l'album I belong to your heart, prodotto da Luis Rodriguez. 
Nel 2019, Baccara di Mendiola e Sevilla si esibì in Bucarest, Romania, al "Retro Music Festival", e in Budapest, Ungheria all' "Arena Retro Party" - insieme ad artisti come Samantha Fox e C. C. Catch.
Nel 2020, Mendiola e Sevilla hanno ri-registrato il primo successo di Baccara, Yes sir I can boogie, per il remixer scozzese George Benson. Il singolo è stato pubblicato come "GBX featuring Baccara".
Maria Mendiola è morta a Madrid l'11 settembre 2021, all'età di 69 anni..

## Baccara di Cristina Sevilla (2022 – oggi)
Il 26 gennaio 2022, Cristina Sevilla annuncia il nome della cantante che succederà alla cofondatrice dell'originario duo Baccara, Helen de Quiroga. Helen de Quiroga ha precedentemente lavorato come corista con artisti come Alejandro Sanz e Miguel Bosé, ha preso parte al musical Cats e alle registrazioni di colonne sonore spagnole per le versioni spagnole dei film Disney La Sirenetta e Re Leone. La prima apparizione della nuova formazione Baccara sul palco ha avuto luogo nel febbraio 2022, a Kiev, in Ucraina.

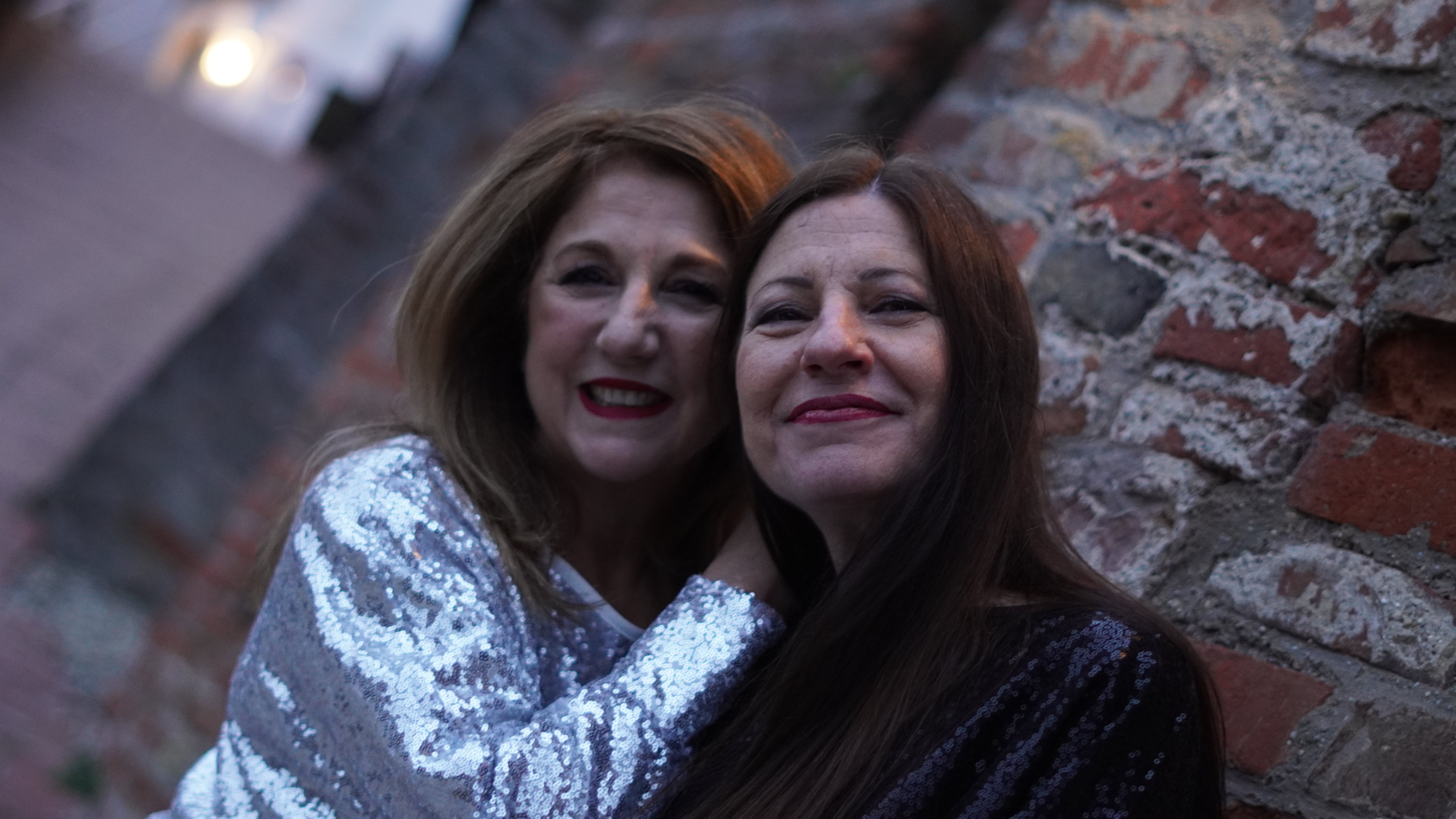
Cristina Sevilla (a sinistra) e Helen de Quiroga, nel 2022

Nel giugno 2022, Baccarà di Sevilla e de Quiroga si sono esibiti alla presentazione della collezione crociera Christian Dior a Siviglia, in Spagna. Nel luglio 2022 hanno eseguito i più grandi successi di Baccara al MaDo a Madrid, in Spagna; al festival ‘Doune the Rabbit hole’ in Scozia; al Guilfest a Guilford, nel Regno Unito.
Nell'agosto 2022 Baccara è apparso al Küüslaugufestival a Kuremaa, in Estonia. Nel settembre 2022 hanno pubblicato un singolo digitale Don’t let this feeling go away  sull’etichetta discografica  “Team 33 music”.
Nell'ottobre 2022 Sevilla e de Quiroga si sono esibiti come Baccara alla mostra di giardini e fiori a Brandeburgo, in Germania, e sono apparsi all'Elle Cancer Ball a Madrid, in Spagna. Nel novembre 2022 si sono recati negli Stati Uniti d'America, per eseguire due spettacoli insieme a Gina T.
Nel febbraio 2023 Baccara si è esibito a Oruro, in Bolivia. Nel maggio 2023, l'edizione spagnola della rivista ELLE ha dedicato un articolo di 4 pagine a Baccara. Più tardi, nel maggio 2023, l'etichetta discografica spagnola “in Out records” ha pubblicato su vinile il maxi-singolo Don't let this feeling go away, contenente la versione estesa della canzone sopra menzionata e i successi di “New Baccara” - Call me up e Fantasy boy, ri-registrato da Sevilla e de Quiroga.
Nel giugno 2023, il Baccara di Sevilla si è esibito al Nostalgia Fest a Riga, in Lettonia, e al New Wave Fest a Houston, in Texas e a San Jose, in California. Nel luglio 2023, Baccara ha tenuto un concerto nella città di Uralsk, in Kazakistan. Nell'agosto 2023, Sevilla e de Quiroga si sono esibiti nei panni di Baccara al Festival delle Arti e della Cultura nella città di Botoșani, in Romania - insieme al pianista francese Richard Clayderman.
Nel settembre 2023 Baccara è stata scelta dall'etichetta di lingerie francese ETAM per eseguire la loro hit Yes sir, I can boogie allo spettacolo dal vivo di Etam, durante la settimana della moda di Parigi. Lo spettacolo è stato trasmesso in diretta dal canale televisivo francese TCM. Nel novembre 2023 Baccarà di Sevilla e de Quiroga si è esibito al festival del vino nella città Comrat, in Moldavia.
Più tardi, a novembre, è uscito il nuovo singolo digitale di Baccara When I’m with you per l’etichetta discografica “Team 33 music”. Nel dicembre 2023, Baccarà di Sevilla e de Quiroga hanno eseguito due spettacoli in Estonia.
Nel gennaio 2024, Sevilla e de Quiroga si sono esibiti a Londra, principalmente per il pubblico latinoamericano.
Baccara di Cristina Sevilla non è una tribute band. È Baccara, con i diritti ufficialmente registrati sia presso l’Ufficio dell’Unione Europea per la Proprietà Intellettuale (EUIPO) sia presso l’Ufficio della Proprietà Intellettuale del Regno Unito (IPO).

## Discografia

### Formazione originale

#### Album
- 1977 - Baccara
- 1978 - Light My Fire
- 1979 - Colours
- 1981 - Bad Boys

#### 7"
- 1977 - Yes Sir, I Can Boogie / Cara Mia
- 1977 - Sorry, I'm A Lady / Love You Till I Die
- 1977 - Granada / Sorry, I'm A Lady
- 1977 - Koochie-Koo / Number One
- 1978 - Parlez-vous français? / Amoureux
- 1978 - Parlez-vous français? (English Version) / You And Me
- 1978 - Parlez-vous français? / Adelita
- 1978 - Darling / Number One
- 1978 - Darling / Mad In Madrid
- 1978 - The Devil Sent You To Lorado / Somewhere In Paradise
- 1978 - El diablo te mandó a Laredo / Somewhere In Paradise
- 1979 - Body-Talk / By 1999
- 1979 - Baila tú / En el año 2000
- 1979 - Ay, Ay Sailor / One, Two, Three, That's Life
- 1979 - Ay, Ay Sailor / For You
- 1979 - Eins plus eins ist eins (1+1 =1) / For You
- 1980 - Sleepy-Time-Toy / Candido
- 1981 - Colorado / Mucho, Mucho

#### 12"
- 1977 - Sorry, I'm A Lady (Extended Mix) / Yes Sir, I Can Boogie (Extended Mix)
- 1979 - Body-Talk (Extended Mix) / By 1999 (Extended Mix)
- 1980 - Sleepy-Time-Toy / Candido

### Formazione di María Mendiola

#### Album
- 1990 - F.U.N. (Dureco)
- 1999 - Made In Spain (CNR Music)
- 2000 - Face To Face (CNR Music)
- 2002 - Greatest Hits
- 2006 - Singles Collection (Graffiti)
- 2017 - I belong to your heart (Team 33)

#### Maxi Singoli
- 1990 - Yes Sir, I Can Boogie '90
- 2002 - Wind Beneath My Wings
- 2005 - Yes Sir, I Can Boogie 2005

#### Singoli
- 1986 - Call Me Up / Talismán
- 1988 - Fantasy Boy / Fantasy Boy (Special Maxi Mix)
- 1989 - Touch Me / Touch Me (Erotic Dance Mix)
- 1990 - Yes Sir, I Can Boogie '90 / Yes Sir, I Can Boogie '90 (Boogie Club Mix)
- 1999 - Sorry, I'm A Lady (Dance Version)
- 2000 - I Want To Be In Love With Somebody
- 2000 - Face To Face
- 2002 - Yes Sir, I Can Boogie (Copa Remix)
- 2005 - Yes Sir, I Can Boogie 2005
- 2008 - Fantasy boy 2008
- 2017 - Gimme your love (Team 33)
- 2020 - Yes sir, I can boogie (Casual Jam records) - come GBX feat Baccara
- 2021 - No sir, don't say goodbye (Team 33)

### Formazione di Mayte Mateos

#### Album
- 1994 - Our Very Best
- 1999 - Baccara 2000 (con Cristina Sevilla)
- 2004 - Soy Tu Venus (con Cristina Sevilla)
- 2008 - Satin... in Black and White (con Paloma Blanco)

#### Maxi Singoli
- 1999 - Yes Sir, I Can Boogie '99 (con Cristina Sevilla)
- 2004 - Soy Tu Venus (con Cristina Sevilla)
- 2008 - Nights In Black Satin (con Paloma Blanco)

#### Singoli
- 1994 - Yes Sir, I Can Boogie (Italo Disco Mix)
- 1994 - Sorry, I'm A Lady (Italo Disco Mix)
- 1999 - Yes Sir, I Can Boogie '99

## Riferimenti nei mass media
- Nel dicembre 2009 lo spot pubblicitario dello stilista Cesare Paciotti utilizzò come colonna sonora la canzone Yes Sir, I Can Boogie. Ugualmente nel 2012 lo spot delle cover telefoniche della "Puro", nel 2019 quello della Liu Jo e nel 2022 quello di H&M.
- La canzone Sorry, I'm a Lady fa parte della colonna sonora originale del film Mine vaganti (2010) del regista turco Ferzan Özpetek.[52]